# 红色警探
《红色警探》（英語：Red Heat）是一部於1988年上映的美国警匪片，由華特·希爾担任导演、且是编剧及制片人之一。电影由阿诺德·施瓦辛格和詹姆斯·贝鲁什领衔，分别扮演前苏联和美国警察合作查案，其他主要演员包括艾德·奥罗斯、彼得·博伊尔、劳伦斯·菲什伯恩和吉娜·格申。
电影发行的宣传标语上写道：“莫斯科最严酷的探长，芝加哥最疯狂的警察。只有一件事比惹他们生气更危险：让他们合作。”这是第一部获准在莫斯科红场进行拍摄的美国电影，不过片中大部分的场景实际上是在匈牙利拍摄的。施瓦辛格出演本片的片酬为800万美元。

## 剧情简介
莫斯科警官艾凡·丹科警監（阿诺德·施瓦辛格饰）设置了一个圈套来抓捕格鲁吉亚毒品犯罪团体头目维克多·罗斯塔韦力（艾德·奥罗斯饰），但计划没能成功，维克多最後打死了多名警察，其中包括丹科的搭档，并离开苏联前往美国。
维克多逃到美国第三大城市芝加哥后不久被当地警方逮捕。调查多起由维克多手下团伙所犯谋杀案的芝加哥警察局阿特·瑞德兹克探長（詹姆斯·贝鲁什饰）负责将其押解回莫斯科受审，这时丹科為了將维克多追捕到案，也来到了芝加哥。然而维克多的手下前来救走了老大，瑞德兹克的搭档也在槍戰中被打死，于是丹科和瑞德兹克决定合作。不过由於丹科在芝加哥并没有管辖权，因此不能携带武器，他也对芝加哥警察局的各种规章制度深感郁闷，他坦诚地向瑞德兹克表示了自己的意见：“芝加哥是个很奇怪的城市，你们这儿的犯罪是有组织的，但警察却没有组织性。”
两人开始在芝加哥追捕维克多及其手下，他们征用了一对夫妇的灰狗巴士来了一场高速追逐，砸掉了半个芝加哥......最终，丹科用瑞德兹克给他的史密夫韦森M29左轮手枪击倒了维克多，离开美国回莫斯科前，他与瑞德兹克交换了手表。

## 演员
- 阿诺德·施瓦辛格饰艾凡·丹科警監
- 詹姆斯·贝鲁什饰阿特·瑞德兹克探长
- 艾德·奥罗斯（英语：Ed O'Ross）饰维克多·罗斯塔韦力
- 彼得·博伊尔（英语：Peter Boyle）饰罗·唐纳利少校
- 吉娜·格申（英语：Gina Gershon）饰凯瑟琳·“凯特”·曼泽蒂
- 劳伦斯·菲什伯恩（演员表上列名为拉瑞·菲什伯恩）饰查理·斯托布斯中尉
- 理查德·布赖特（英语：Richard Bright (actor)）饰加拉夫探长
- J·W·史密斯（英语：J.W. Smith (actor)）饰撒里姆
- 布倫特·詹寧斯（英语：Brent Jennings）饰阿卜杜勒·以利亞
- 奧列格·維多夫（英语：Oleg Vidov）饰尤里·奧加科夫
- 邁克·哈格蒂（英语：Michael Hagerty）饰帕特·納恩

## 反响
《红色警探》上映后获得了褒贬不一的评价。根据烂蕃茄网站上收集的16篇专业评论文章，其中9篇给出“新鲜”的正面评价，“新鲜度”为56%，平均得分5.4分（满分10分）。而另一个综合评论收集网站Metacritic上的13篇专业评论文章则给出了61分（最高100分）的平均得分。

### 票房
《红色警探》在票房上获得了成功，不过还远不及施瓦辛格同年主演的喜剧片《龙兄鼠弟》。

## 家用媒体
《红色警探》的家用媒体出租很受欢迎，因此从最初的VHS录像带到DVD再到蓝光光盘持续发行了多个版本。
| 媒介类型 | 发行日期   | 国家 | 发行商                 | 格式 | 区域代码 | 比率 | 分辨率     | 声道                           | 字幕 | 注释                                                          | 来源   |
| -------- | ---------- | ---- | ---------------------- | ---- | -------- | ---- | ---------- | ------------------------------ | ---- | ------------------------------------------------------------- | ------ |
| VHS      | 1990-1-1   | 英国 | Cinema Club            | PAL  |          |      | 480i 模拟  | 立体声                         | 无   | 《毁灭者柯南》和《红色警探》套装                              | [ 11 ] |
| VHS      | 1998-6-9   | 英国 | Cinema Club            | PAL  |          |      | 480i 模拟  | 立体声                         | 无   | 与另外两部电影的组合套装                                      | [ 12 ] |
| VHS      | 1999-10-1  | 英国 | Cinema Club            | PAL  |          |      | 480i 模拟  | 立体声                         | 无   |                                                               | [ 13 ] |
| DVD      | 2002-5-20  | 英国 | Momentum               | PAL  | 2        | 16:9 | 480p 数字  | 英语： 杜比数字5.1             | 英语 | 增加德语环绕声道和西班牙语单声道                              | [ 14 ] |
| DVD      | 2005-10-10 | 英国 | Momentum               | PAL  | 2        | 16:9 | 480p 数字  | 英语： 杜比数字5.1             | 英语 | 《全面回忆》、《红色警探》、《边缘战士》、《女王神剑》4件套装 | [ 15 ] |
| DVD      | 2008-8-4   | 英国 | Optimum Home Releasing | PAL  | 2        | 16:9 | 480p 数字  | 英语： 杜比数字5.1             | 英语 |                                                               | [ 16 ] |
| Blu-ray  | 2010-6-28  | 英国 | Optimum Home Releasing | PAL  | A/B/C    | 16:9 | 1080p 数字 | 英语： DTS-HD Master Audio 5.1 | 英语 |                                                               | [ 17 ] |
| 蓝光     | 2010-10-25 | 英国 | Optimum Home Releasing | PAL  | A/B/C    | 16:9 | 1080p 数字 | 英语： DTS-HD Master Audio 5.1 | 英语 | 《全面回忆》、《红色警探》、《边缘战士》、《女王神剑》4件套装 | [ 18 ] |